# Mélanges de la Casa de Velázquez
Mélanges de la Casa de Velázquez es una revista científica arbitrada editada por la Casa de Velázquez, institución con sede en Madrid dependiente del Ministerio de Enseñanza Superior e Investigación francés. Fundada en 1965, la publicación se trata de una revista emblemática del hispanismo francés. Publicada con una frecuencia semestral, y de carácter multidisciplinar, abarca temas de historia, ciencias sociales, literatura y humanidades del ámbito ibérico, hispanoamericano y del Magreb.